# Octomeria
Octomeria é um género botânico pertencente à família das orquídeas (Orchidaceae).
O gênero Octomeria foi proposto pelo botânico escocês Robert Brown em Hortus Kewensis,The second edition  (Vol. V ,p.211), em 1813, baseando sua descrição na espécie anteriormente descrita por Lineu como Epidendrum graminifolium que então passou a chamar-se Octomeria graminifolia.

## Etimologia
Seu nome é uma referência ao fato de apresentarem oito políneas.

## Sinônimos
- Aspegrenia Poepp. & Endl., Nov. Gen. Sp. Pl. 2: 12 (1837).
- Enothrea Raf., Fl. Tellur. 4: 43 (1838).
- Gigliolia Barb.Rodr., Gen. Spec. Orchid. 1: 25 (1877), nom. illeg.
- Octandrorchis Brieger, Trab. Congr. Nac. Bot. 26: 43 (1977), nom. illeg.

## Habitat

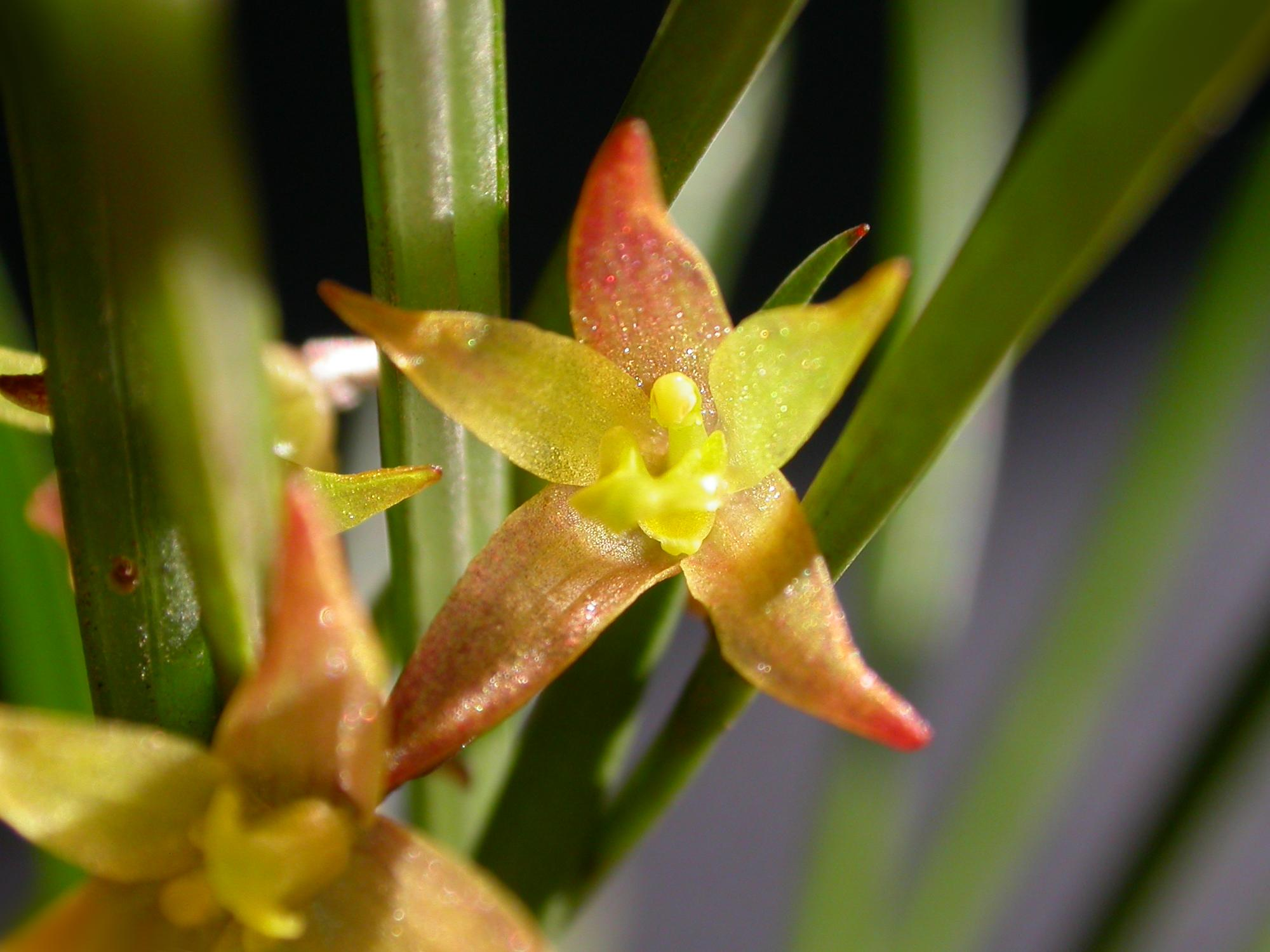
Octomeria chamaeleptotes

Octomeria conta com cerca de cento cinqüenta espécies epífitas, algumas muito parecidas e difíceis de separar, ocasionalmente rupícolas ou humícolas, raramente terrestres, mais ou menos robustas, de crescimento cespitoso, distribuídas da Costa Rica ao Paraguai, mais de cento e dez em solo brasileiro, considerado seu centro de dispersão, a maioria em áreas mais ou menos sombrias e úmidas.

## Descrição

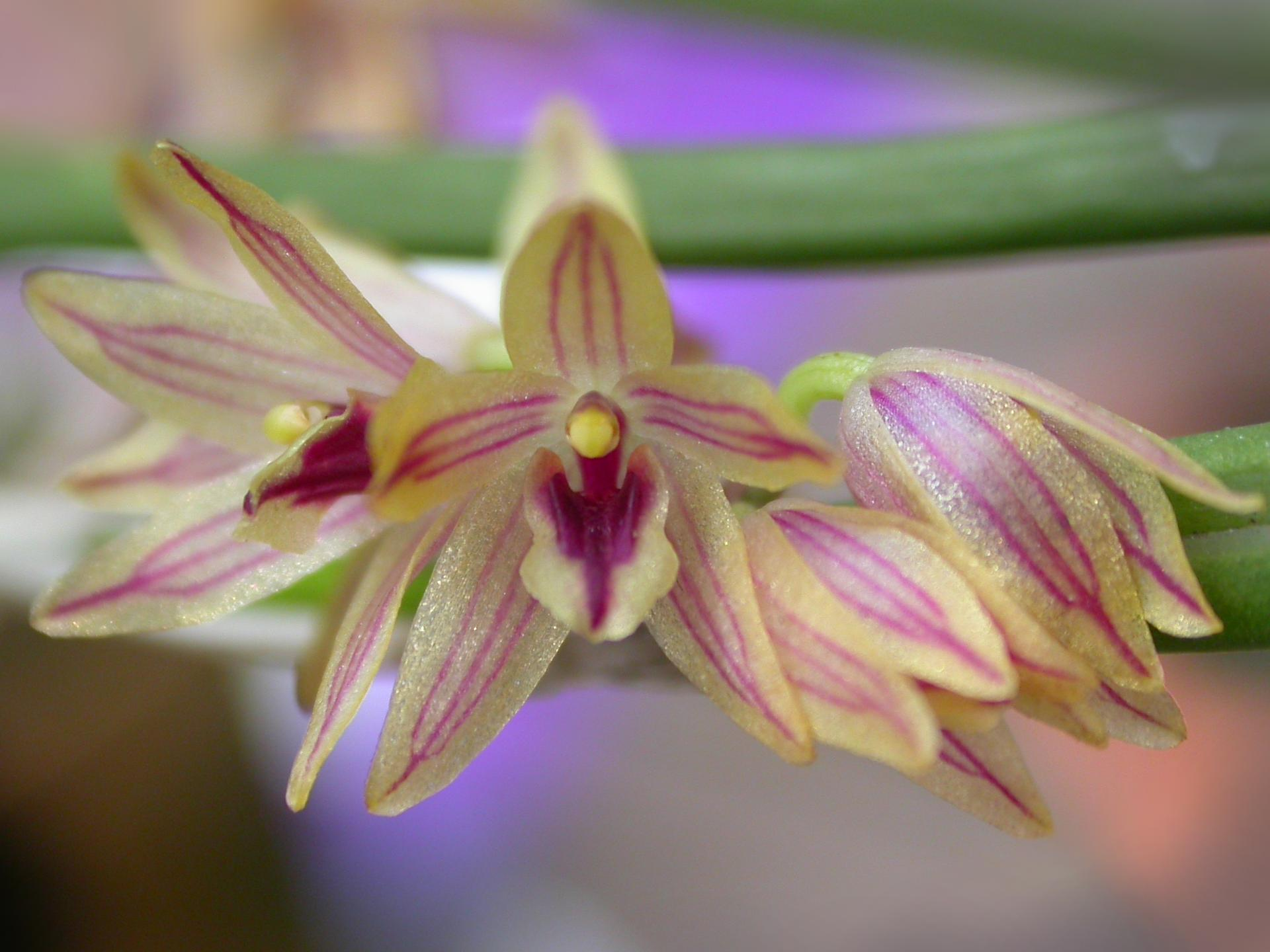
Octomeria praestans

São plantas dotadas de  rizoma curto e de caules normalmente finos que não formam pseudobulbos, também chamados ramicaules, encimados por uma única folha grande ou pequena, teretiforme ou plana, geralmente coriácea. Poucas espécies apresentam caules curtíssimos e folhas carnosas como as que encontramos em Pleurothallis leptotifolia. A inflorescência é muito curta, brota do ápice do ramicaule, quase sempre com muitas flores solitárias em fasciculos, raramente poucas ou apenas uma, em regra de tons esmaecidos de amarelo, algumas espécies são muito perfumadas. Costumam florescer abundantemente mesmo nos caules antigos, durante anos a fio. Conforme o tipo de folhas, planas ou roliças, são divididas em duas principais seções.
As flores com pétalas e sépalas largas, livres e iguais, porém em poucas espécies as sépalas laterais podem apresentar-se parcialmente ou totalmente concrescidas e as pétalas então menores. O labelo, pendurado no pé da coluna, quase sempre curto, largo, lobado ou inteiro, com extremidade ou margem obtusa ou serrilhada, não raro com um par de carenas mais ou menos na metade de seu comprimento. Como já mencionamos, têm oito polínias iguais.
Algumas espécies de Octomeria são muito similares a espécies incluídas nos gêneros Myoxanthus e Anathallis, dos quais são diferenciadas principalmente pelo número de políneas, pela inflorescência monanta e ausência de pilosidades na base do ramicaule.

## Histórico

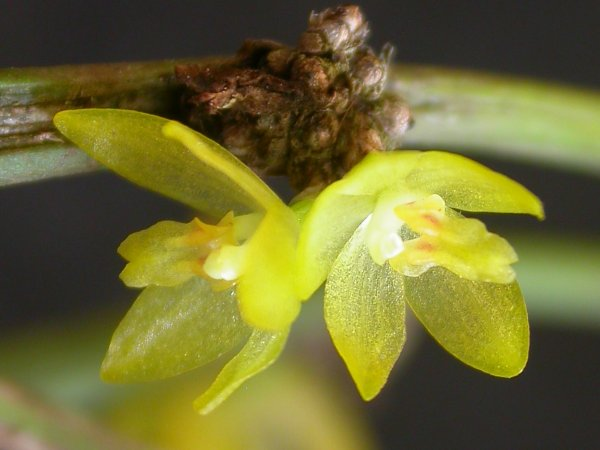
Octomeria rodeiensis

Até o presente momento nenhum livro ou estudo foi publicado fazendo uma revisão completa deste gênero. Ao estudar as espécies de Octomeria, de modo geral, todos tem que consultar as publicações originais. Assim muitas dúvidas existem pois algumas das descrições mais antigas fornecem dados insuficientes para a identificação das espécies e nem sempre as descrições são facilmente encontradas para serem comparadas. Um indicador da necessidade de revisão, se considerarmos o quão antigas algumas delas são e a dificuldade da troca de informações na época em que foram descritas, é a pequena quantidade de sinônimos existentes para cada espécie.

## Filogenia

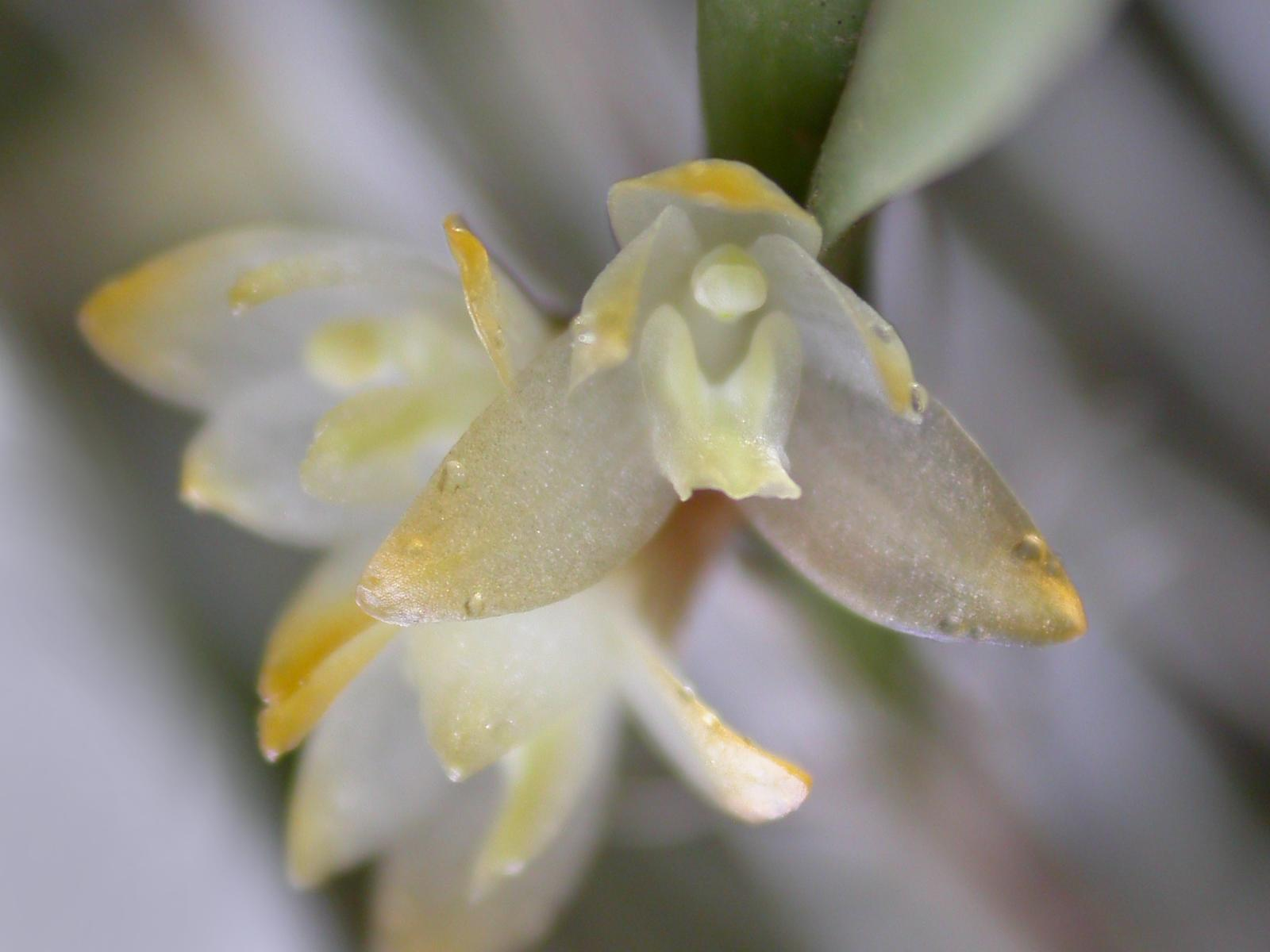
Octomeria pinicola

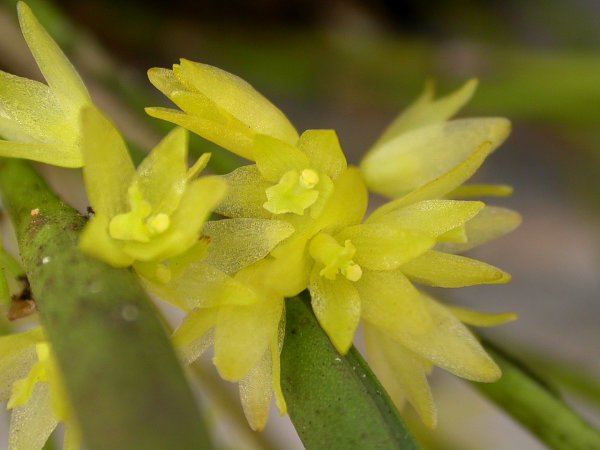
Octomeria decumbens

Segundo Phylogenetic relationships in Pleurothallidinae (Orchidaceae): Combined Evidence from Nuclear and Plastid DNA Sequences, publicado por Alec M. Pridgeon, Rodolfo Solano e Mark W. Chase, Octomeria é o mais primitivo dos gêneros da subtribo Pleurothalidinae e junto com Brachionidium e Chamelophyton forma um de seus oito grandes grupos.
Estudos ainda não publicados sobre a filogenia Octomeria indicam que as características morfológicas normalmente observadas para separar as espécies deste gênero não tornam estes grupos naturais uma vez que aqui ocorreram evolução convergente e divergente muitas vezes, entretanto, o sistema é útil para efeito de identificação. Aguardam-se grandes mudanças na classificação das espécies de Octomeria para os próximos anos, com a redução de cerca de vinte cinco espécies a serem colocadas em sinonímia ou 'incertae sedis', que na prática é o reconhecimento da impossibilidade de identificar uma espécie pela descrição original.

## Espécies

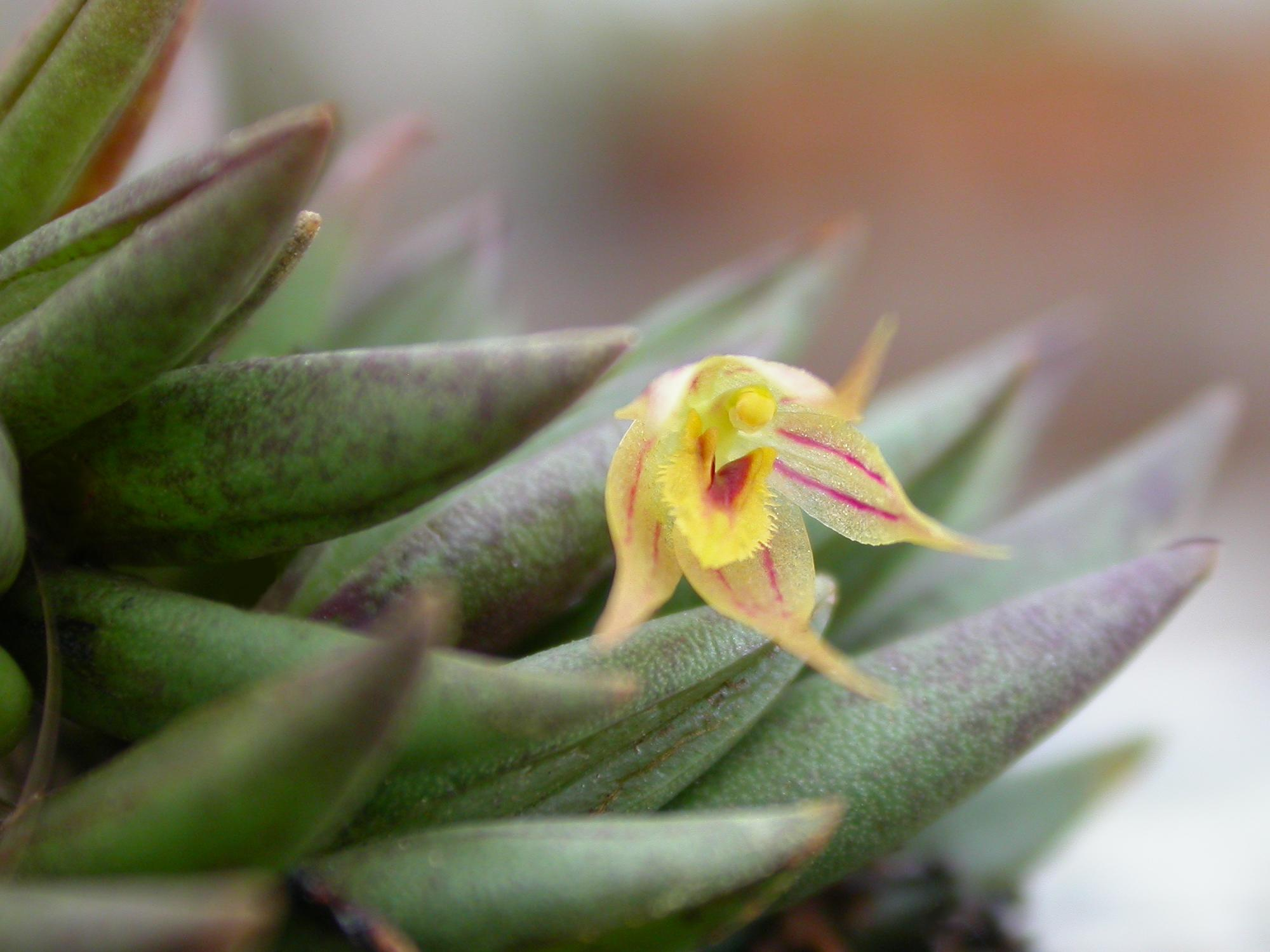
Octomeria aloifolia

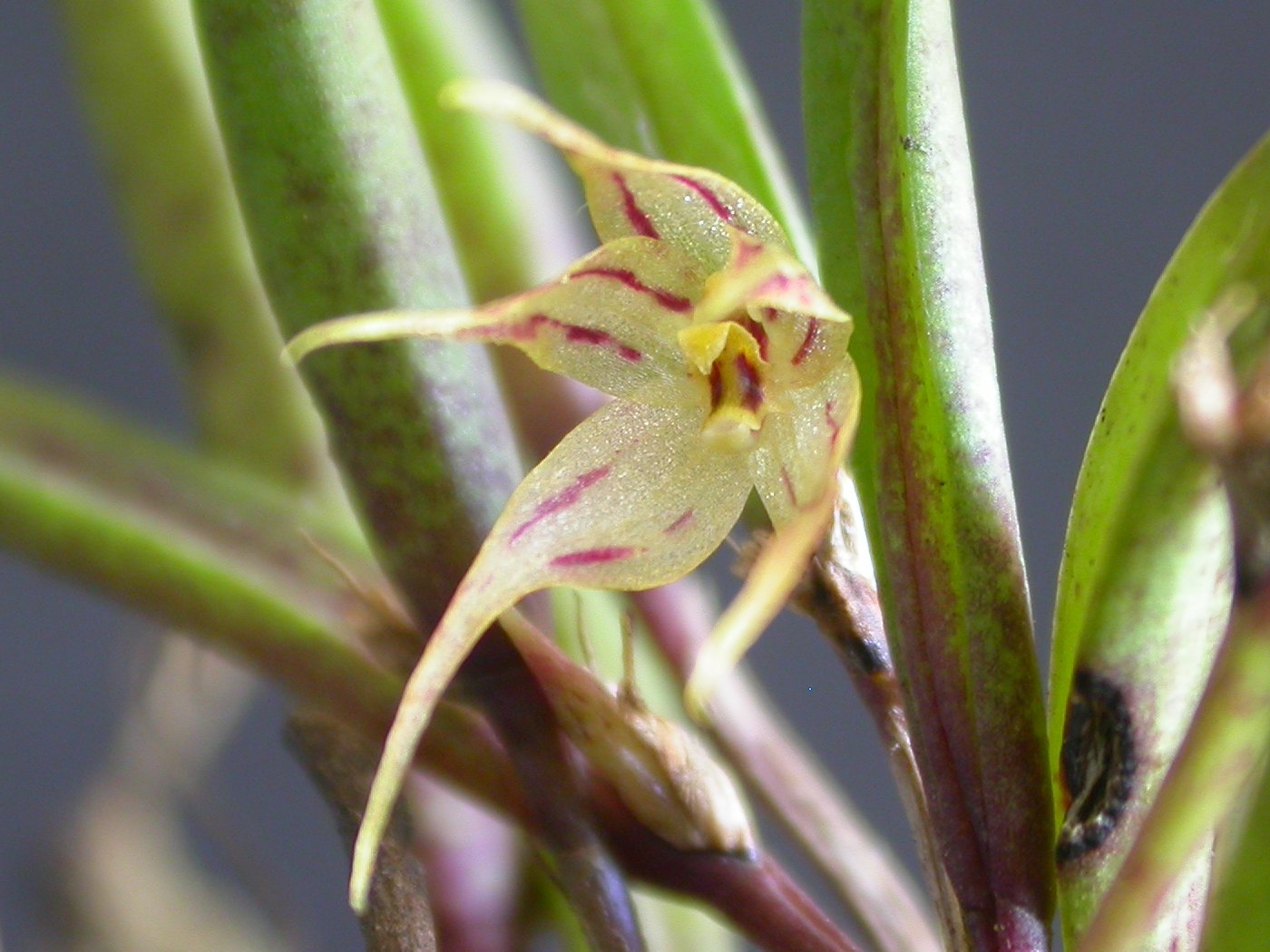
Octomeria rohrii

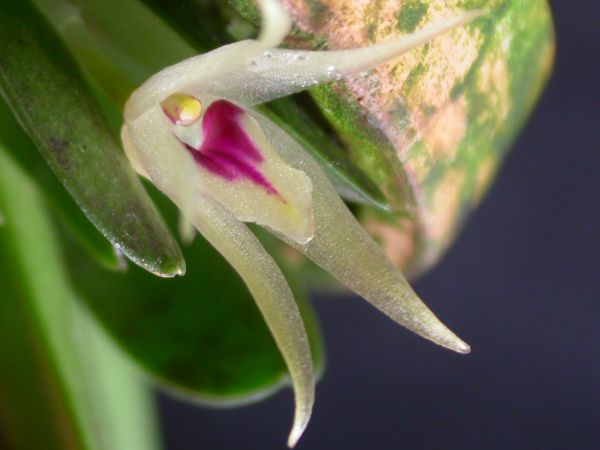
Octomeria aloifolia

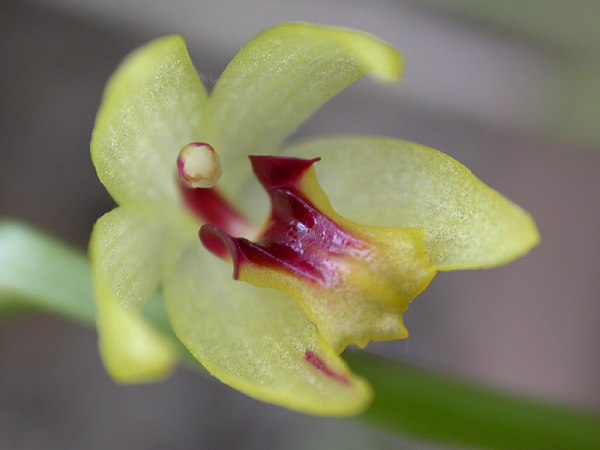
Octomeria estrellensis

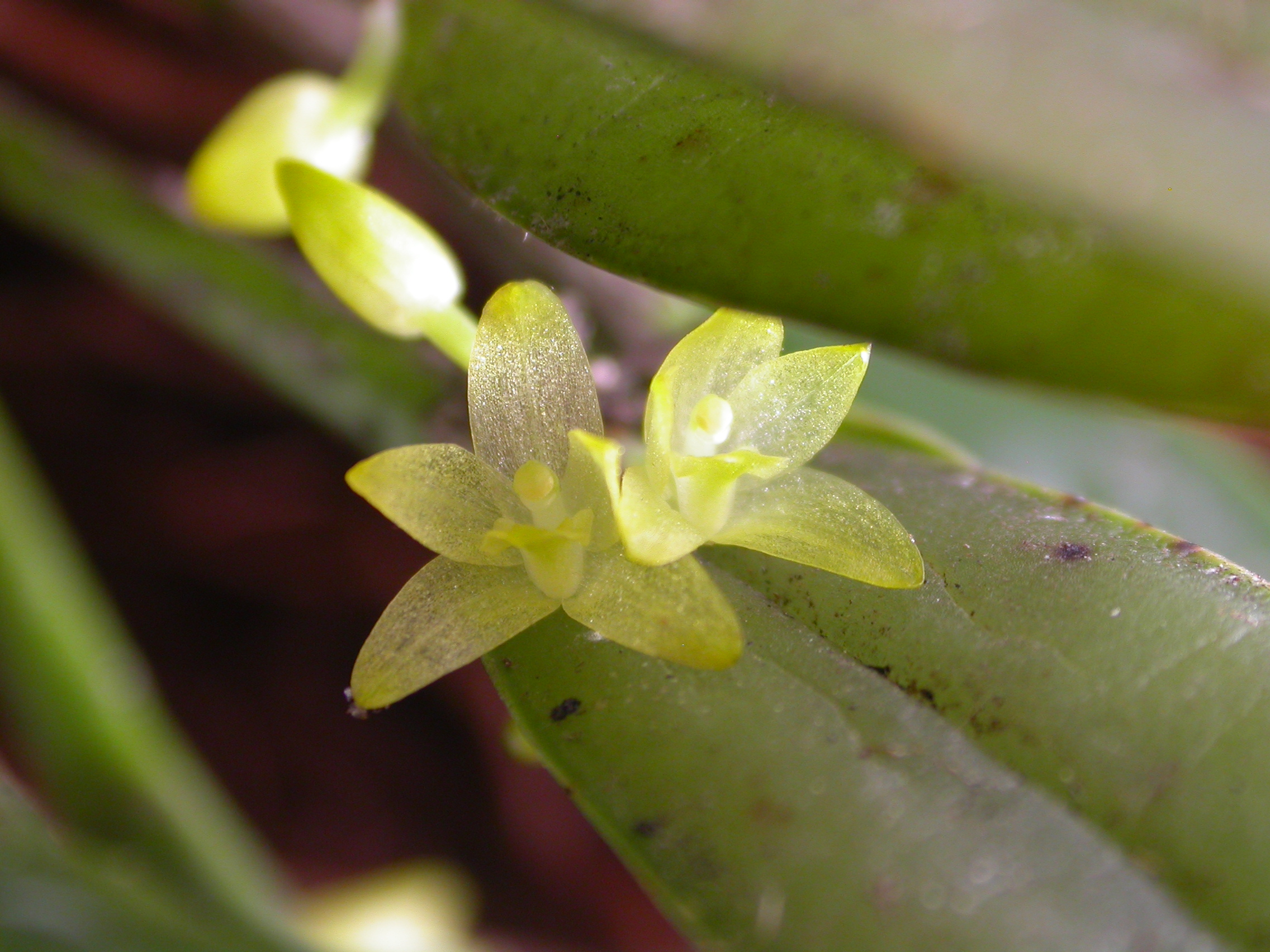
Octomeria ementosa

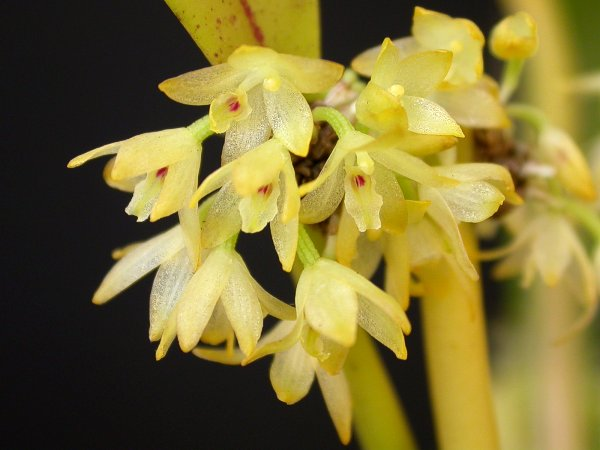
Octomeria alpina

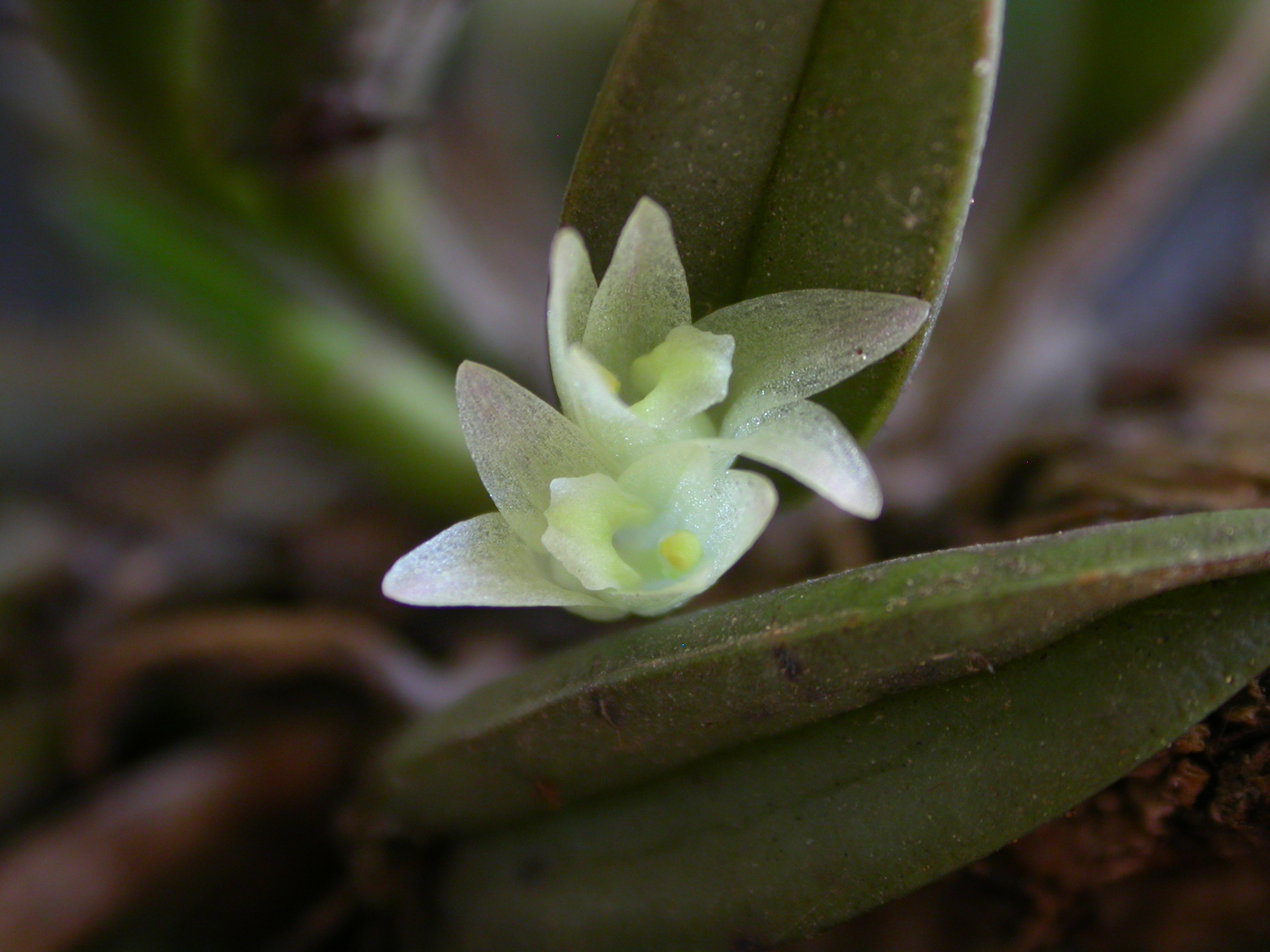
Octomeria lithophila

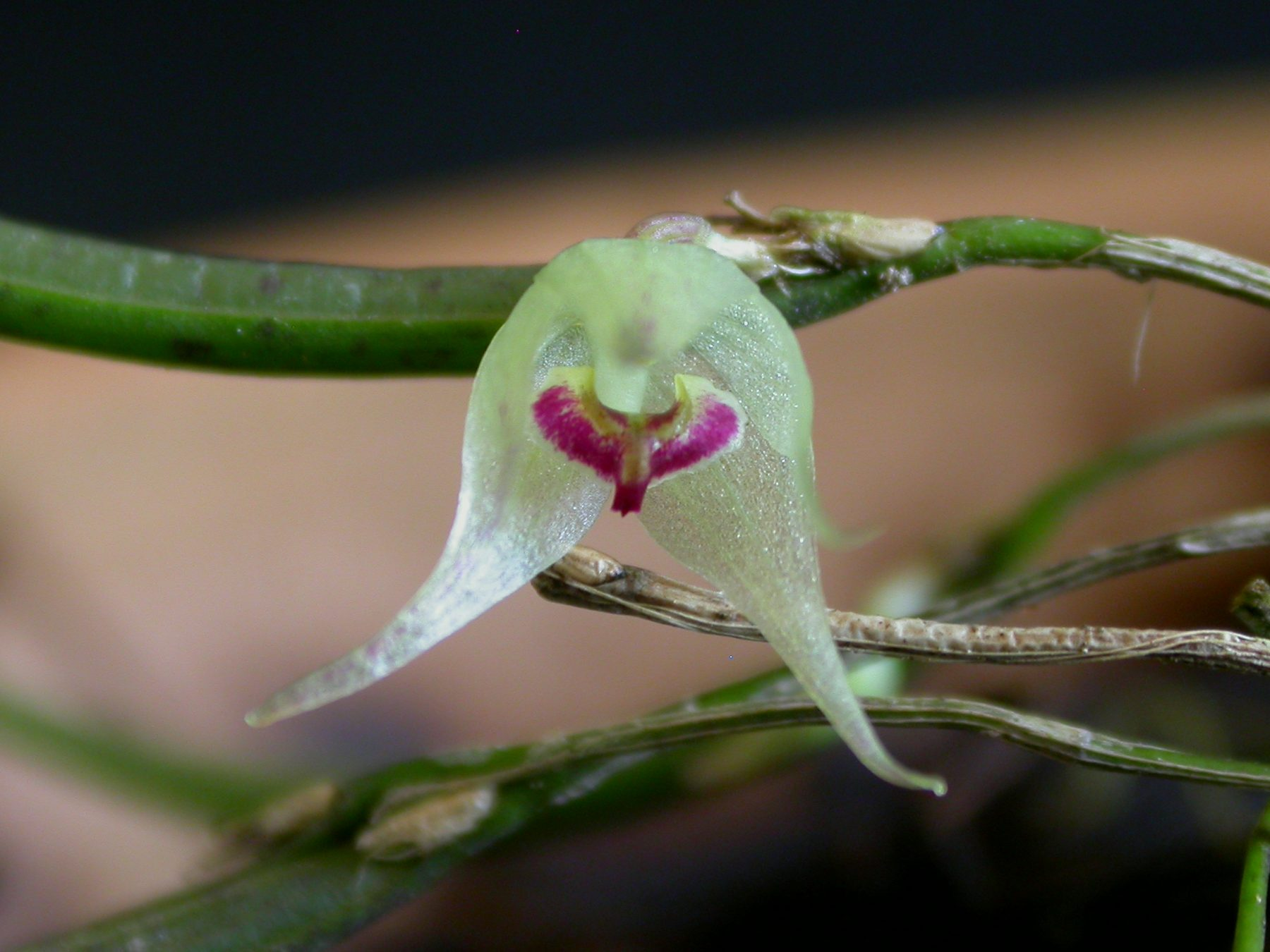
Octomeria octomeriantha

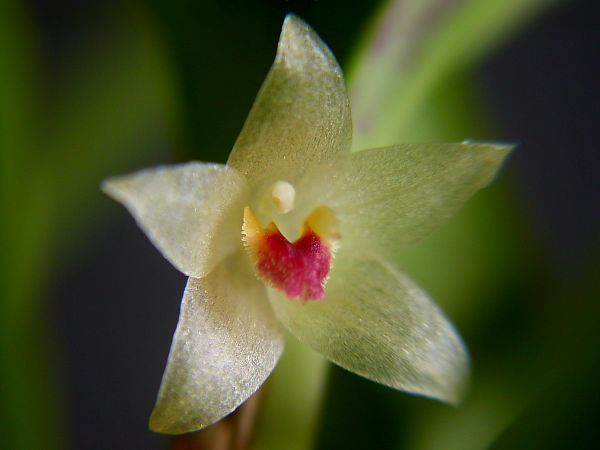
Octomeria tricolor

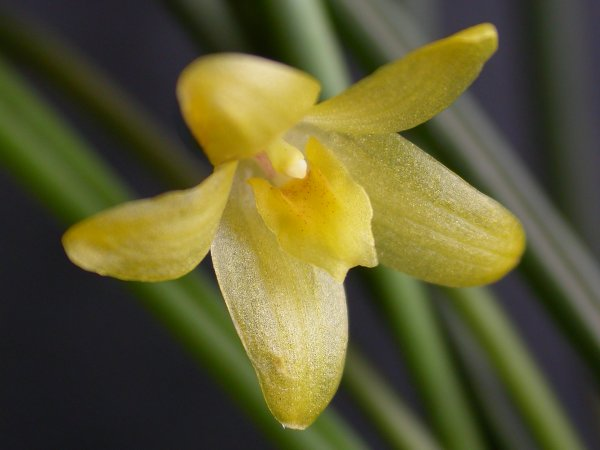
Octomeria juncifolia

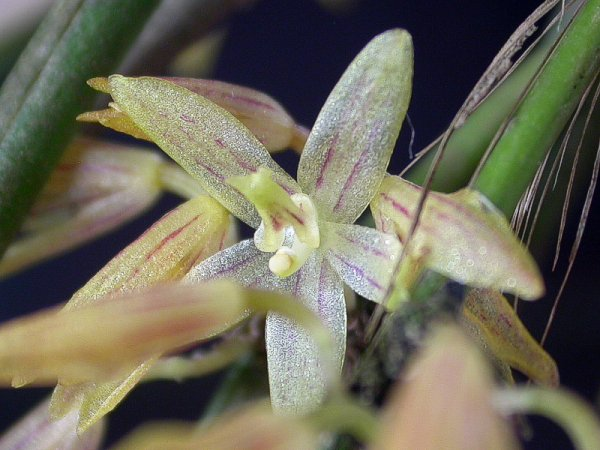
Octomeria palmyrabellae

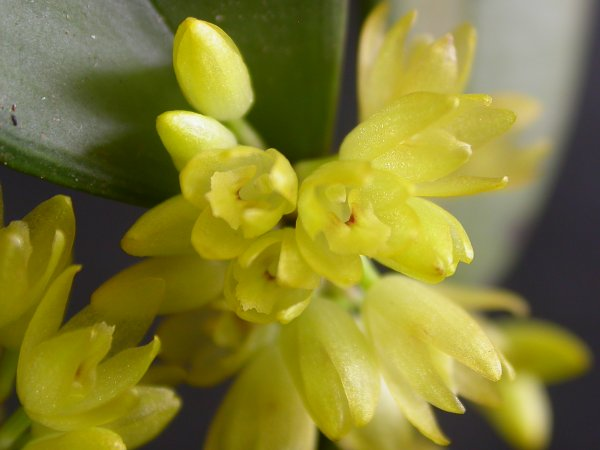
Octomeria concolor

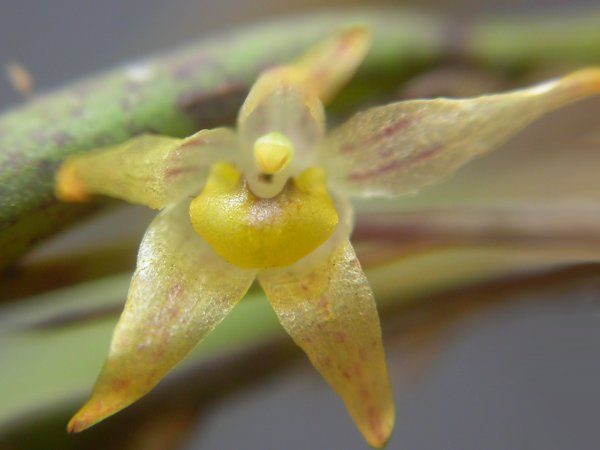
Octomeria cucullata

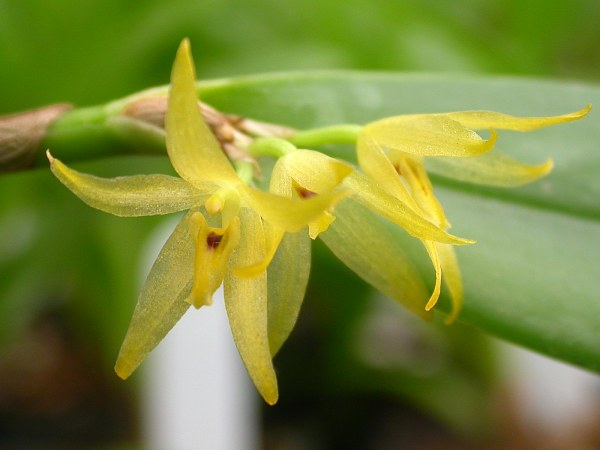
Octomeria gehrtii

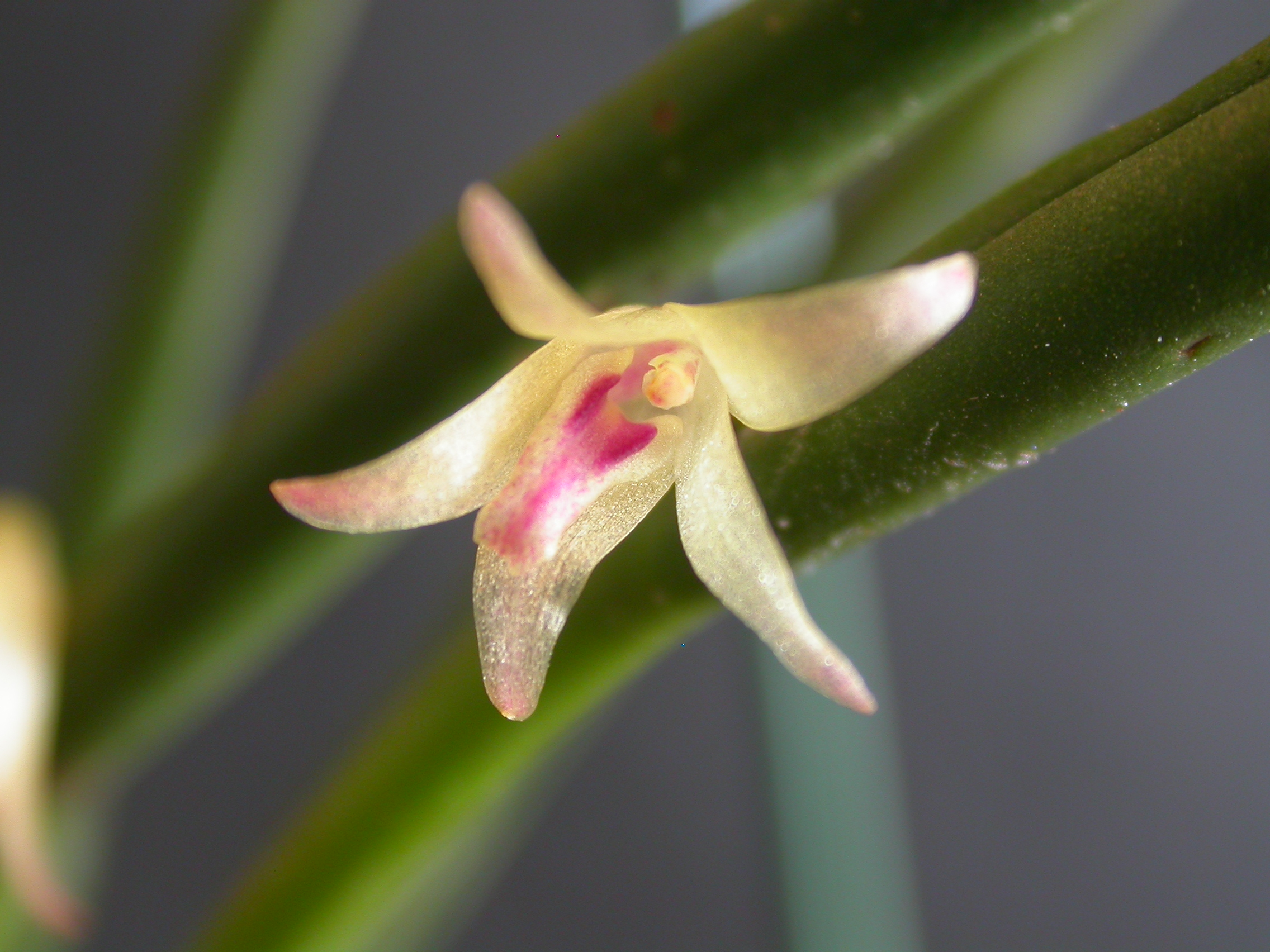
Octomeria truncicola

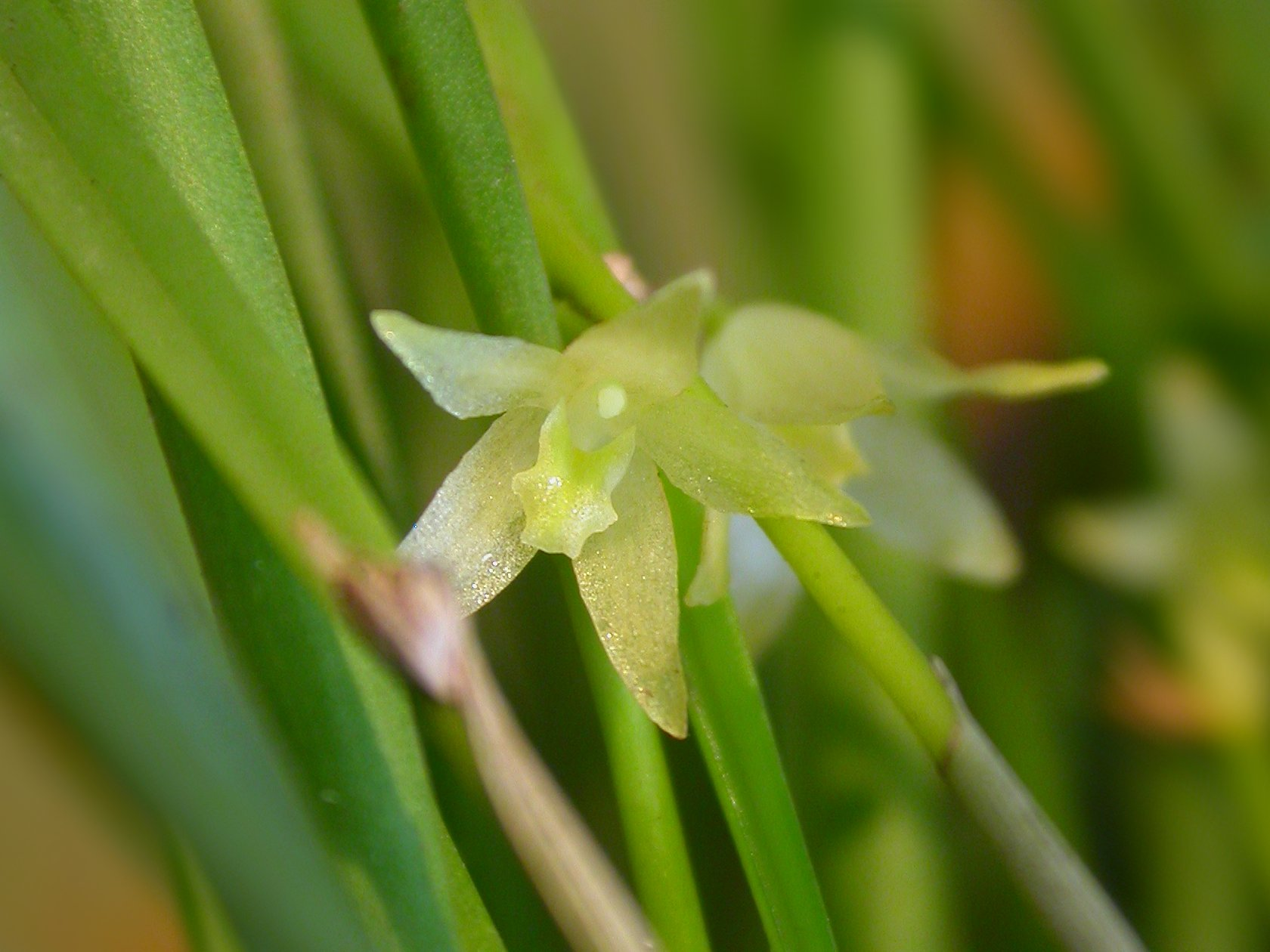
Octomeria linearifolia

Os principais caracteres a observar para separar os grupos de Octomeria em conjuntos menores são:
- Tamanho da planta
- Observar se suas folhas são roliças ou planas
- Se as pétalas e sépalas tem pontas acuminadas ou ovaladas
- O formato e os calos do labelo

1. Octomeria acicularis  Luer & R.Vásquez, Monogr. Syst. Bot. Missouri Bot. Gard. 120: 77 (2010).
2. Octomeria aetheoantha  Barb.Rodr., Gen. Spec. Orchid. 2: 106 (1881).
3. Octomeria albiflora  Hoehne & Schltr., Arch. Bot. São Paulo 1: 230 (1926).
4. Octomeria albopurpurea  Barb.Rodr., Gen. Spec. Orchid. 2: 107 (1881).
5. Octomeria alexandri  Schltr., Anexos Mem. Inst. Butantan, Secç. Bot. 1(4): 53 (1922).
6. Octomeria aloifolia  Barb.Rodr., Gen. Spec. Orchid. 2: 113 (1881).
7. Octomeria alpina  Barb.Rodr., Gen. Spec. Orchid. 2: 102 (1881).
8. Octomeria amazonica  Pabst, Orquídea (Rio de Janeiro) 29: 8 (1967).
9. Octomeria anceps  Porto & Brade, Arq. Inst. Biol. Veg. 3: 134 (1937).
10. Octomeria andreana  Campacci & Baptista, Colet. Orquídeas Brasil. 9: 346 (2011).
11. Octomeria anomala  Garay & Dunst., Venez. Orchids Ill. 6: 284 (1976).
12. Octomeria auriculata  Luer & Dalström, Selbyana 23: 26 (2002).
13. Octomeria bomboizae  Luer, Selbyana 23: 29 (2002).
14. Octomeria bradei  Schltr., Anexos Mem. Inst. Butantan, Secç. Bot. 1(4): 52 (1922).
15. Octomeria buchtienii  Schltr., Repert. Spec. Nov. Regni Veg. 27: 57 (1929).
16. Octomeria caetensis  Pabst, Bradea 2: 316 (1979).
17. Octomeria caldensis  Hoehne, Arch. Inst. Biol. Defesa Agric. 2: 50 (1929).
18. Octomeria callosa  Luer, Phytologia 49: 197 (1981).
19. Octomeria campos-portoi Schltr., Arch. Jard. Bot. Rio de Janeiro 3: 291 (1922).
20. Octomeria cariocana  Pabst, Arch. Jard. Bot. Rio de Janeiro 12: 134 (1953).
21. Octomeria chamaeleptotes  Rchb.f., Linnaea 22: 817 (1850).
22. Octomeria chloidophylla  (Rchb.f.) Garay, Bot. Mus. Leafl. 21: 253 (1967).
23. Octomeria cochlearis  Rchb.f., Gard. Chron., n.s., 15: 266 (1881).
24. Octomeria colombiana  Schltr., Repert. Spec. Nov. Regni Veg. Beih. 7: 121 (1920).
25. Octomeria concolor  Barb.Rodr., Gen. Spec. Orchid. 2: 100 (1881).
26. Octomeria condorensis  Luer & Hirtz, Monogr. Syst. Bot. Missouri Bot. Gard. 120: 80 (2010).
27. Octomeria connellii  Rolfe, Trans. Linn. Soc. London, Bot. 6: 60 (1901).
28. Octomeria cordilabia  C.Schweinf., Bot. Mus. Leafl. 19: 204 (1961).
29. Octomeria corrigiosa  Luer & Toscano, Monogr. Syst. Bot. Missouri Bot. Gard. 120: 144 (2010).
30. Octomeria costaricensis  Schltr., Repert. Spec. Nov. Regni Veg. Beih. 19: 111 (1923).
31. Octomeria crassifolia  Lindl., Companion Bot. Mag. 2: 354 (1837).
32. Octomeria crassilabia  Pabst, Rodriguésia 18-19: 31 (1956).
33. Octomeria cucullata  Porto & Brade, Arq. Inst. Biol. Veg. 3: 135 (1937).
34. Octomeria dalstroemii  Luer, Selbyana 22: 117 (2001).
35. Octomeria deceptrix  Luer, Monogr. Syst. Bot. Missouri Bot. Gard. 120: 84 (2010).
36. Octomeria decipiens  Dammer, Orchis 4: 58 (1910).
37. Octomeria decumbens  Cogn. in C.F.P.von Martius & auct. suc. (eds.), Fl. Bras. 3(4): 642 (1896).
38. Octomeria dentifera  C.Schweinf., Bot. Mus. Leafl. 19: 205 (1961).
39. Octomeria diaphana  Lindl., Edwards's Bot. Reg. 25(Misc.): 91 (1839).
40. Octomeria edmundoi  Brade, Orquídea (Rio de Janeiro) 6: 14 (1943).
41. Octomeria ementosa  Barb.Rodr., Gen. Spec. Orchid. 2: 102 (1881).
42. Octomeria erosilabia  C.Schweinf., Bot. Mus. Leafl. 3: 85 (1935).
43. Octomeria estrellensis  Hoehne, Arq. Bot. Estado São Paulo, n.s., f.m., 1(1): 15 (1938).
44. Octomeria exchlorophyllata  Barb.Rodr., Gen. Spec. Orchid. 2: 103 (1881).
45. Octomeria exigua  C.Schweinf., Bot. Mus. Leafl. 3: 86 (1935).
46. Octomeria fasciculata  Barb.Rodr., Gen. Spec. Orchid. 1: 32 (1877).
47. Octomeria ffrenchiana  P.Feldmann & N.Barré, Lindleyana 11: 199 (1996).
48. Octomeria fialhoensis  Dutra ex Pabst, Sellowia 10: 133 (1959).
49. Octomeria fibrifera  Schltr., Repert. Spec. Nov. Regni Veg. Beih. 35: 63 (1925).
50. Octomeria filifolia  C.Schweinf., Bot. Mus. Leafl. 19: 206 (1961).
51. Octomeria fimbriata  Porto & Peixoto, Arch. Jard. Bot. Rio de Janeiro 3: 288 (1922).
52. Octomeria flabellifera  Pabst, Bradea 2: 56 (1975).
53. Octomeria flaviflora  C.Schweinf., Bot. Mus. Leafl. 19: 207 (1961).
54. Octomeria fusiformis  Luer & Toscano, Monogr. Syst. Bot. Missouri Bot. Gard. 120: 144 (2010).
55. Octomeria gehrtii  Hoehne & Schltr., Arch. Bot. São Paulo 1: 232 (1926).
56. Octomeria gemmula  Carnevali & I.Ramírez, Ernstia 39: 13 (1986).
57. Octomeria georgei  Luer, Monogr. Syst. Bot. Missouri Bot. Gard. 120: 88 (2010).
58. Octomeria geraensis  (Barb.Rodr.) Barb.Rodr., Gen. Spec. Orchid. 2: 295 (1882).
59. Octomeria glazioveana  Regel, Trudy Imp. S.-Peterburgsk. Bot. Sada 8: 277 (1883).
60. Octomeria gracilicaulis  Schltr., Repert. Spec. Nov. Regni Veg. Beih. 35: 63 (1925).
61. Octomeria gracilis  Lodd. ex Lindl., Edwards's Bot. Reg. 24(Misc.): 36 (1838).
62. Octomeria graminifolia  (L.) R.Br. in W.T.Aiton, Hortus Kew. 5: 211 (1813).
63. Octomeria grandiflora  Lindl., Edwards's Bot. Reg. 28(Misc.): 64 (1842).
64. Octomeria guentheriana  Kraenzl., Repert. Spec. Nov. Regni Veg. 25: 19 (1928).
65. Octomeria harantiana  I.Bock, Orchidee (Hamburg) 35: 49 (1984).
66. Octomeria hatschbachii  Schltr., Repert. Spec. Nov. Regni Veg. 23: 45 (1926).
67. Octomeria heleneana  Carnevali & F.Delascio, Ernstia 45: 12 (1987).
68. Octomeria helvola  Barb.Rodr., Gen. Spec. Orchid. 2: 110 (1881).
69. Octomeria hirtzii  Luer, Selbyana 23: 29 (2002).
70. Octomeria hoehnei  Schltr., Arch. Bot. São Paulo 1: 234 (1926).
71. Octomeria iguapensis  Schltr., Anexos Mem. Inst. Butantan, Secç. Bot. 1(4): 50 (1922).
72. Octomeria integrilabia  C.Schweinf., Bot. Mus. Leafl. 3: 87 (1935).
73. Octomeria irrorata  Schltr., Notizbl. Bot. Gart. Berlin-Dahlem 7: 325 (1919).
74. Octomeria itatiaiae  Brade & Pabst, Orquídea (Rio de Janeiro) 28: 4 (1966).
75. Octomeria jauaensis  Luer, Monogr. Syst. Bot. Missouri Bot. Gard. 120: 95 (2010).
76. Octomeria juergensii  Schltr., Repert. Spec. Nov. Regni Veg. Beih. 35: 64 (1925).
77. Octomeria juncifolia  Barb.Rodr., Gen. Spec. Orchid. 2: 110 (1881).
78. Octomeria lamellaris  Luer, Selbyana 23: 30 (2002).
79. Octomeria lancipetala  C.Schweinf., Bot. Mus. Leafl. 19: 210 (1961).
80. Octomeria leptophylla  Barb.Rodr., Gen. Spec. Orchid. 2: 112 (1881).
81. Octomeria lichenicola  Barb.Rodr., Gen. Spec. Orchid. 2: 112 (1881).
82. Octomeria linearifolia  Barb.Rodr., Gen. Spec. Orchid. 2: 106 (1881).
83. Octomeria lithophila  (Barb.Rodr.) Barb.Rodr., Gen. Spec. Orchid. 2: 295 (1882).
84. Octomeria lobulosa  Rchb.f., Hamburger Garten- Blumenzeitung 14: 215 (1858).
85. Octomeria longifolia  Schltr., Repert. Spec. Nov. Regni Veg. Beih. 27: 58 (1924).
86. Octomeria longipedicellata  Seehawer, Orchidee (Hamburg) 56: 463 (2005).
87. Octomeria marsupialis  Luer, Monogr. Syst. Bot. Missouri Bot. Gard. 120: 98 (2010).
88. Octomeria mauritii  Pabst & Moutinho, Bradea 3: 16 (1979).
89. Octomeria medinae  Luer & J.Portilla, Selbyana 23: 33 (2002).
90. Octomeria micrantha  Barb.Rodr., Gen. Spec. Orchid. 1: 33 (1877).
91. Octomeria minor  C.Schweinf., Bot. Mus. Leafl. 3: 89 (1935).
92. Octomeria minuta  Cogn. in C.F.P.von Martius & auct. suc. (eds.), Fl. Bras. 3(4): 633 (1896).
93. Octomeria mocoana  Schltr., Repert. Spec. Nov. Regni Veg. Beih. 27: 59 (1924).
94. Octomeria montana  Barb.Rodr., Gen. Spec. Orchid. 2: 108 (1881).
95. Octomeria monticola  C.Schweinf., Bot. Mus. Leafl. 9: 43 (1941).
96. Octomeria moscosoae  Luer, Monogr. Syst. Bot. Missouri Bot. Gard. 120: 100 (2010).
97. Octomeria nana  C.Schweinf., Bot. Mus. Leafl. 19: 211 (1961).
98. Octomeria ochroleuca  Barb.Rodr., Gen. Spec. Orchid. 1: 31 (1877).
99. Octomeria octomeriantha  (Hoehne) Pabst, Bradea 1: 180 (1972).
100. Octomeria odontoglossoides  Luer, Monogr. Syst. Bot. Missouri Bot. Gard. 120: 102 (2010).
101. Octomeria oncidioides  Luer, Revista Soc. Boliv. Bot. 4: 11 (2003).
102. Octomeria ouropretana  H.Barbosa, Auri-Verde 1(9): 4 (1920).
103. Octomeria oxychela  Barb.Rodr., Gen. Spec. Orchid. 2: 99 (1881).
104. Octomeria palmyrabellae  Barb.Rodr., Rodriguésia 8: 38 (1937).
105. Octomeria parvifolia  Rolfe, Trans. Linn. Soc. London, Bot. 6: 60 (1901).
106. Octomeria parvula  C.Schweinf., Bot. Mus. Leafl. 3: 90 (1935).
107. Octomeria peruviana  D.E.Benn. & Christenson, Icon. Orchid. Peruv.: t. 521 (1998).
108. Octomeria petulans  Rchb.f., Hamburger Garten- Blumenzeitung 15: 59 (1859).
109. Octomeria pinicola  Barb.Rodr., Gen. Spec. Orchid. 2: 101 (1881).
110. Octomeria portillae  Luer & Hirtz, Monogr. Syst. Bot. Missouri Bot. Gard. 95: 235 (2004).
111. Octomeria praestans  Barb.Rodr., Gen. Spec. Orchid. 2: 112 (1881).
112. Octomeria prostrata  H.Stenzel, Lindleyana 16: 26 (2001).
113. Octomeria pumila  Seehawer, Orchidee (Hamburg) 59: 313 (2008).
114. Octomeria pusilla  Lindl., Companion Bot. Mag. 2: 354 (1837).
115. Octomeria pygmaea  C.Schweinf., Bot. Mus. Leafl. 14: 53 (1949).
116. Octomeria recchiana  Hoehne, Bol. Inst. Brasil. Sci. 3: 48 (1928).
117. Octomeria reitzii  Pabst, Sellowia 7: 178 (1956).
118. Octomeria rhizomatosa  C.Schweinf., Fieldiana, Bot. 28(1): 188 (1951).
119. Octomeria rhodoglossa  Schltr., Notizbl. Bot. Gart. Berlin-Dahlem 7: 276 (1918).
120. Octomeria rigida  Barb.Rodr., Gen. Spec. Orchid. 2: 104 (1881).
121. Octomeria riograndensis  Schltr., Repert. Spec. Nov. Regni Veg. Beih. 35: 65 (1925).
122. Octomeria rodeiensis  Barb.Rodr., Gen. Spec. Orchid. 2: 105 (1881).
123. Octomeria rodriguesii  Cogn. in C.F.P.von Martius & auct. suc. (eds.), Fl. Bras. 3(4): 629 (1896).
124. Octomeria rohrii  Pabst, Orquídea (Rio de Janeiro) 13: 220 (1951).
125. Octomeria romerorum  Carnevali & I.Ramírez, Ann. Missouri Bot. Gard. 77: 551 (1990).
126. Octomeria rotundata  Luer & Hirtz, Selbyana 22: 117 (2001).
127. Octomeria rotundiglossa  Hoehne, Bot. Jahrb. Syst. 68: 137 (1937).
128. Octomeria rubrifolia  Barb.Rodr., Gen. Spec. Orchid. 1: 31 (1877).
129. Octomeria sagittata  (Rchb.f.) Garay, Bot. Mus. Leafl. 21: 253 (1967).
130. Octomeria sancti-angeli  Kraenzl., Kongl. Svenska Vetensk. Acad. Handl., n.s., 46(10): 52 (1911).
131. Octomeria sarcophylla  Barb.Rodr., Gen. Spec. Orchid. 2: 104 (1881).
132. Octomeria sarthouae  Luer, Bull. Mus. Natl. Hist. Nat., B, Adansonia 13: 47 (1991).
133. Octomeria saundersiana  Rchb.f., Gard. Chron., n.s., 13: 264 (1880).
134. Octomeria schultesii  Pabst, Arq. Bot. Estado São Paulo, n.s., f.m., 3: 268 (1962).
135. Octomeria scirpoidea  (Poepp. & Endl.) Rchb.f., Bot. Zeitung (Berlin) 10: 856 (1852).
136. Octomeria serrana  Hoehne, Bol. Inst. Brasil. Sci. 3: 45 (1928).
137. Octomeria setigera  Pabst, Anais Congr. Soc. Bot. Brasil 14: 17 (1964).
138. Octomeria spannagelii  Hoehne, Arq. Bot. Estado São Paulo, n.s., f.m., 1(1): 17 (1938).
139. Octomeria spatulata  Rchb.f., Hamburger Garten- Blumenzeitung 16: 424 (1860).
140. Octomeria splendida  Garay & Dunst., Venez. Orchids Ill. 6: 292 (1976).
141. Octomeria stellaris  Barb.Rodr., Gen. Spec. Orchid. 2: 99 (1881).
142. Octomeria steyermarkii  Garay & Dunst., Venez. Orchids Ill. 3: 204 (1965).
143. Octomeria sulfurea  Chiron & N.Sanson, Richardiana 10: 33 (2009).
144. Octomeria tapiricataractae  G.A.Romero & Luer, Harvard Pap. Bot. 7: 84 (2002).
145. Octomeria taracuana  Schltr., Beih. Bot. Centralbl. 42(2): 93 (1925).
146. Octomeria tenuis  Schltr., Repert. Spec. Nov. Regni Veg. 10: 455 (1912).
147. Octomeria tricolor  Rchb.f., Gard. Chron. 1872: 1035 (1872).
148. Octomeria tridentata  Lindl., Edwards's Bot. Reg. 25(Misc.): 35 (1839).
149. Octomeria truncicola  Barb.Rodr., Gen. Spec. Orchid. 2: 101 (1881).
150. Octomeria tweediei  Luer & Toscano, Monogr. Syst. Bot. Missouri Bot. Gard. 120: 145 (2010).
151. Octomeria umbonulata  Schltr., Repert. Spec. Nov. Regni Veg. Beih. 35: 67 (1925).
152. Octomeria unguiculata  Schltr., Repert. Spec. Nov. Regni Veg. Beih. 35: 66 (1925).
153. Octomeria ventii  H.Dietr., in Fl. Rep. Cuba, Ser. A., 12(2): 17 (2007).
154. Octomeria warmingii  Rchb.f., Otia Bot. Hamburg.: 94 (1881).
155. Octomeria wawrae  Rchb.f. ex Wawra, Itin. Princ. S. Coburgi 2: 156 (1888).
156. Octomeria wilsoniana  Hoehne, Arch. Inst. Biol. Defesa Agric. 2: 51 (1929).
157. Octomeria ximenae  Luer & Hirtz, Selbyana 23: 33 (2002).
158. Octomeria yauaperyensis  Barb.Rodr., Vellosia, ed. 2, 1: 120 (1891).
159. Octomeria zygoglossa  Luer, Monogr. Syst. Bot. Missouri Bot. Gard. 120: 117 (2010).